# Шачнау, Сидни
Сидни Шачнау (англ. Sidney Shachnow; род. 23 ноября 1934, Каунас) — отставной генерал-майор армии США, переживший Холокост, ветеран вьетнамской войны.

## Биография
Родился 23 ноября 1934 в Каунасе, в 7 лет угодил в каунасское гетто из-за еврейской семьи, где за 3 года погибли почти все его дальние родственники. Чудом избежал событий 27—28 марта 1944 года, когда нацисты убили газом всех детей гетто, предварительно вывезя их оттуда в IX форт или Аушвиц. Выбравшись из лагеря, несколько месяцев жил скрываясь, едва не умерев от голода. Бежал на запад, проделав 2000-мильный путь (по большей части пешком) через Литву, Польшу, Чехословакию, Венгрию, Австрию, пока наконец не добрался до контролируемого американцами Нюрнберга, где выживал контрабандой и надеялся получить визу в США. В 1950 году получил визу и уехал в Сейлем (штат Массачусетс). Окончив школу, записался в армию, а в ней — в офицерскую школу, где был определён в пехоту. В 1970-х годах служил командиром секретного подразделения A зелёных беретов в берлинской бригаде, ветераны которого позже помогали создать отряд «Дельта». В составе спецназа дослужился до генерал-майора и получил степень почётного доктора. В 1994 году вышел в отставку.

## Образование
- Институт технологий имени Бенджамина Франклина
- Университет Небраски, бакалавр бизнес-администрирования
- Шиппенбургский университет штата Пенсильвания, мастер наук госуправления
- Гарвардский университет, программа исполнительного менеджмента

## Награды
- медаль «За выдающиеся заслуги»
- Серебряная звезда
- медаль «За отличную службу»
- орден «Легион почёта»
- Бронзовая звезда с кластером дубовых листьев и кластером V
- медаль Пурпурное сердце
- медаль «За похвальную службу»
- Воздушная медаль
- Похвальная медаль с 2 кластерами дубовых листьев и кластером V
- значок боевого пехотинца
- значок парашютиста
- значок рейнджера
- значок специальных сил
- крест «За храбрость»